# Izba morska
Izba morska – organ quasi-sądowy w Polsce. Podstawą prawną ich organizacji jest ustawa z dnia 1 grudnia 1961 r. o izbach morskich.

## Charakterystyka
Izby morskie mają charakter samodzielnych i niezawisłych organów.
Polskie ustawodawstwo nie klasyfikuje ich jako sądy powszechne (jak prawo o ustroju sądów powszechnych), tak jak Konstytucja RP w art. 175 pomija je jako organy wymiaru sprawiedliwości. Doktryna prawnicza traktuje je więc jako państwowe organy quasi-sądowe, łączące funkcje dochodzeniowe i orzecznicze oraz wykonujące pewne czynności administracyjno-prawne. Za charakterem sądowym izb morskich przemawia:
- samodzielność i niezawisłość,
- stosowanie do ich działalności przepisów kodeksu postępowania karnego i kodeksu postępowania cywilnego,
- dwuinstancyjność,
- orzekanie sędziów sądów powszechnych.

### Organizacja
Izby morskie są zorganizowane na wzór sądów powszechnych i podlegają:
- Ministrowi Sprawiedliwości – w zakresie trybu postępowania, nadzór bezpośredni sprawuje w tym zakresie prezes sądu okręgowego, przy którym działa dana izba morska;
- ministrowi właściwemu do spraw gospodarki morskiej – w pozostałym zakresie.

### Dwuinstancyjność
Organami pierwszej instancji są:
1. Izba Morska przy Sądzie Okręgowym w Gdańsku z siedzibą w Gdyni,
2. Izba Morska przy Sądzie Okręgowym w Szczecinie.

Organem drugiej instancji jest Odwoławcza Izba Morska przy Sądzie Okręgowym w Gdańsku z siedzibą w Gdyni.

### Skład
W skład izby morskiej wchodzą:
- przewodniczący oraz jeden lub więcej wiceprzewodniczących, którzy są sędziami sądów powszechnych, posiadającymi znajomość zagadnień morskich,
- ławnicy posiadający kwalifikacje zawodowe oraz odpowiednią praktykę w zakresie zagadnień występujących w sprawach rozpoznawanych przez izby morskie.

Przy izbach morskich działają ponadto delegaci ministra właściwego do spraw gospodarki morskiej, jako rzecznicy interesu publicznego. W sprawach wypadków morskich przy pracy w postępowaniu przed izbami morskimi uczestniczy również inspektor pracy.
Uczestnikami postępowania są także zainteresowani, którymi są armator lub kapitan statku.

## Zadania
Zajmują się przede wszystkim rozpoznawaniem wypadków morskich w myśl art. 2 ustawy o izbach morskich. Odnoszą się one do:
1. statków o polskiej przynależności (zob. bandera)
2. statków o obcej przynależności, jeżeli wypadek nastąpił na polskich morskich wodach wewnętrznych lub polskim morzu terytorialnym albo jeżeli z wnioskiem o wszczęcie postępowania wystąpił armator lub kapitan takiego statku.

Poza tym, za zgodą Dowódcy Marynarki Wojennej RP, Komendanta Głównego Straży Granicznej RP lub Komendanta Głównego Policji, bada sprawy wypadków morskich, w których uczestniczyły jednostki pływające Marynarki Wojennej, Straży Granicznej RP lub Policji.
Izby morskie wydają:
1. orzeczenia
2. postanowienia.

Ponadto prowadzą rejestr okrętowy, dzielą wynagrodzenie za ratownictwo morskie oraz przyjmują protesty morskie od kapitana.